# Ци Ма
Ци Ма (енгл. Tzi Ma, трад. кин. 馬泰; упрош. кин. 马泰; рођен 10. јуна 1962, Британски Хонгконг, Кина), америчко-хонгконшки је позоришни, филмски и ТВ глумац. Најпознатији је по улози главнокомандујућег кинеске војске генерала Шана у филму Долазак (2016). Углавном је познат по споредним улогама. 
Познат је и по филмовима Дантеов врх (1997), Гас до даске (1998), Гангстерска петорка (2004), Гас до даске 3 (2007) и Мулан (2020), између осталих.